# Joan Champernowne
Joan Champernowne, Lady Denny (décédée en 1553) est dame d'honneur à la cour du roi Henri VIII d'Angleterre. Elle est devenue l'amie et la dame d'honneur de sa sixième épouse, la reine Catherine Parr.

## Biographie
Joan est née à Modbury, Devon au plus tard en 1513 ; elle est la fille de Sir Philip Champernowne et de son épouse, Catherine Carew. Elle est la nièce de Katherine Ashley née Champernowne, gouvernante de la reine Elizabeth I. Elle est d'abord demoiselle d'honneur de Catherine d'Aragon avant de se marier.
En 1525, Joan épouse Sir Anthony Denny, qui est considéré comme le membre de la Chambre privée le plus proche du roi au cours des dernières années du règne d'Henri VIII. Il est successivement Porte-coton en 1535, Gentilhomme de la chambre en 1536, Gentilhomme de la chambre privée du roi en 1538, et premier gentilhomme de la chambre privée en 1544 ; il est chargé de l'application du sceau du roi en 1546 et sera exécuteur testamentaire d'Henri VIII après sa mort.
Joan est considérée comme belle et intelligente et fait partie, avec son mari, des personnalités qui soutiennent les idées de la réforme protestante à la cour.
En août 1539, elle se rend à Portsmouth avec d'autres dames de la cour, pour y voir un navire nouvellement construit. Elles envoient à Henri VIII une lettre de remerciement commune signée par Mabel FitzWilliam, comtesse de Southampton, Margaret Tallebois, Margaret Howard (la sœur de la reine Catherine Howard), Alice Browne, vicomtesse Montagu Anne Knyvett, Jane Denny, Jane Meutas, Anne Bassett, Elizabeth Tyrwhitt et Elizabeth Harvey.
Elle est nommée dame d'honneur de la reine Catherine Parr et fait partie de son cercle privé au côté de Catherine Willoughby, Jane Dudley, Jane Dudley vicomtesse Lisle et future duchesse de Northumberland, Elizabeth Tyrwhit, et Anne Seymour, comtesse Hertford puis duchesse de Somerset.
En 1545, Anne Askew, poétesse protestante inculpée puis condamnée à mort pour ses convictions religieuses, avoue sous la torture avoir reçu huit shillings de la part de Joan Champernowne et dix shillings de la part de Anne Stanhope, comtesse Herford mais refuse de les compromettre ou d'indiquer si elles font partie de « sa secte »,.
Joan et Anthony Denny ont douze enfants, dont :
- Henry Denny, doyen de Chester (décédé le 24 mars 1574). Il épousa d'abord Honory Grey, fille de William Grey, 13e baron Gray de Wilton et de Lady Mary Somerset. Sa deuxième épouse était Elizabeth Grey, dont il eut un fils, décédé célibataire.
- Sir Edward Denny (décédé le 12 février 1600), épousa Margaret Edgcumbe, fille de Sir Piers Edgcumbe (1536 - vers 1607), dont il eut des descendants[10].